# Хатван
Хатван (мађ. Hatvan) град је у Мађарској. Хатван је трећи по величини град у оквиру жупаније Хевеш.
Град има 21.140 становника према подацима из 2008. године.

## Географија
Град Хатван се налази у северном делу Мађарске. Од престонице Будимпеште град је удаљен 60 km североисточно. Град се налази на северном ободу Панонске низије, испод највише мађарске планине Матра.

## Становништво
По процени из 2017. у граду је живело 20.200 становника.
| 1990.  | 2001.  | 2011.  | 2017.  |
| ------ | ------ | ------ | ------ |
| 23.443 | 22.111 | 20.519 | 20.200 |